# Kusel
Kusel é um cidade da Alemanha, capital do distrito homônimo, no estado de Renânia-Palatinado. Situa-se aproximadamente 30 km a noroeste de Kaiserslautern.

Kusel é membro e sede do Verbandsgemeinde de Kusel.